# Taman Bandung
Taman Bandung is een bestuurslaag in het regentschap Sarolangun van de provincie Jambi, Indonesië. Taman Bandung telt 839 inwoners (volkstelling 2010).